# Choco Togo
A Choco Togo é uma fabricante togolesa de chocolate bean-to-bar. É estruturada como uma cooperativa e produz chocolate a partir de grãos de cacau cultivados internamente. Foi fundada em 2014 por um grupo de empreendedores togoleses que se formaram como chocolateiros em Itália. A maior parte do seu chocolate é vendida localmente a preços acessíveis, mas algumas vendas foram feitas para compradores internacionais. As barras de chocolate produzidas pela Choco Togo são únicas por serem resistentes ao calor, podendo suportar temperaturas de até 35ºC.

## Fundação
A Choco Togo foi criada como parte de um projeto internacional iniciado pela União Europeia em 2013. O projeto, intitulado “Justo, Jovem, Sustentável, Inclusivo e Cooperativo”, visava “promover o pensamento cooperativo e inclusivo” entre os jovens do Togo. Sessenta jovens togoleses foram formados em práticas empresariais e vida cooperativa pela associação Enfant-Food-Développement, com o apoio da Costa do Marfim, da República Checa e da Itália, o país patrocinador. Seis indivíduos do grupo maior foram então selecionados para viajar para a Sicília, Itália, para treino adicional no fabrico de chocolate. Durante a sua estadia na Sicília, os formandos receberam formação em processamento de cacau, comércio justo, turismo e comércio eletrônico. Ao retornar ao Togo, os estagiários descobriram que o processamento doméstico de cacau não era tentado no país desde a era colonial, e a maioria dos produtores de cacau togoleses não conhecia o chocolate. Os formandos decidiram então criar uma marca de chocolate “Made in Togo” e fundaram a cooperativa Choco Togo em março de 2014.

## Operações
No início, a Choco Togo era financiada exclusivamente pelos seus fundadores. A cooperativa não tinha as máquinas de alto desempenho usadas na Sicília para produzir chocolate de alta qualidade e recorreu a trabalhar com equipamentos inadequados. No entanto, estas questões financeiras e de equipamento foram aliviadas em 2015, quando a Choco Togo ganhou uma série de prémios empresariais e agrícolas que incluíam milhões de francos da África Ocidental em prémios monetários. Mais tarde, nesse mesmo ano, a cooperativa realizou a primeira feira de chocolate no Togo e recebeu uma encomenda de 4.000 barras de chocolate do Ministério dos Correios e da Economia Digital do Togo.
Para obter cacau de alta qualidade, a Choco Togo encarregou a Federação de Sindicatos de Produtores de Café e Cacau de identificar um produtor nacional de cacau com certificação orgânica. Foi selecionado um produtor que representa 1.500 pequenos agricultores da Prefeitura de Akébou. Uma vez colhido, o cacau é transportado para Kpalimé, na província de Akébou, onde quarenta mulheres locais realizam o processamento inicial, que inclui a triagem, a torrefação, o descasque e a moagem. O pó resultante é então enviado para Lomé, onde é refinado em pasta de chocolate. A pasta é temperada e moldada em barras de chocolate, muitas das quais são vendidas localmente a preços acessíveis. No entanto, a Choco Togo também vende chocolate à Asky Airlines e, em determinado momento, exportou 2,2 toneladas de grãos de cacau para o Japão.

## Projetos comunitários
A Choco Togo administra um projeto de desenvolvimento comunitário chamado Chocoland, que usa as poupanças mútuas e os microcréditos da cooperativa para financiar o desenvolvimento de uma comunidade de cultivo de cacau em Danyigan, uma vila no sudoeste do Togo. Em 2018, a cooperativa manifestou o seu objetivo de construir um centro de saúde na aldeia para reduzir as taxas de mortalidade materna e infantil locais.

## Organização
A Choco Togo é membro da Associação de Processadores de Café e Cacau do Togo, que faz parte do Conselho Interprofissional da Subsidiária de Café e Cacau. Este conselho inclui produtores, exportadores, compradores e consumidores.

## Produtos
As barras de chocolate da Choco Togo têm uma textura áspera que torna-as resistentes ao calor. Elas podem suportar temperaturas de até 35 °C (95 °F), permitindo que sejam vendidas por vendedores de mercado no clima tropical do Togo, que tem uma faixa de temperatura de 22 a 32 ºC. Em 2016, o preço de uma barra de 80 gramas (2,8 oz) era de 1.000 francos da África Ocidental, ou cerca de 1,5 euros. Além das barras de chocolate, a cooperativa também comercializa diversos produtos derivados, como chocolate quente, bolo de chocolate e outros doces. O chocolate Choco Togo é certificado como comércio justo .